# Tasque
Tasque (gaskognisch: Tasca) ist eine französische Gemeinde mit 245 Einwohnern (Stand 1. Januar 2022) im Département Gers in der Region Okzitanien (bis 2015 Midi-Pyrénées); sie gehört zum Arrondissement Mirande und zum Gemeindeverband Bastides et Vallons du Gers. Die Bewohner nennen sich Tasquais/Tasquaises.

## Geografie
Tasque liegt rund 34 Kilometer nordwestlich von Mirande und 45 Kilometer westlich von Auch im Westen des Départements Gers. Die Gemeinde besteht aus Weilern, zahlreichen Streusiedlungen und Einzelgehöften. Der Arros bildet streckenweise die östliche Gemeindegrenze.
Nachbargemeinden sind Termes-d’Armagnac im Norden, Pouydraguin im Nordosten, Lasserrade im Osten, Plaisance im Südosten, Galiax im Süden, Goux im Südwesten, Cahuzac-sur-Adour im Westen sowie Izotges im Nordwesten.

## Bevölkerungsentwicklung
| Jahr                       | 1962 | 1968 | 1975 | 1982 | 1990 | 1999 | 2006 | 2011 | 2020 |
| Einwohner                  | 263  | 259  | 258  | 216  | 217  | 216  | 209  | 285  | 248  |
| Quellen: Cassini und INSEE |      |      |      |      |      |      |      |      |      |